# Discriminazione
Nell'ambito del comportamento e degli atteggiamenti sociali la discriminazione viene associata all'accezione negativa di distinguere e trattare differentemente persone sulla base di gruppi o categorie di appartenenza.
Essa comprende la reazione o l'interazione iniziale del gruppo predominante il quale intende limitare i membri di un gruppo minoritario nelle opportunità e/o privilegi disponibili invece alla maggioranza delle altre persone e conducendo in tal maniera all'esclusione sociale delle persone e/o di quelle entità basandosi su decisioni e motivazioni che possono anche considerarsi per certi versi del tutto irrazionali.
Tradizioni culturali, politiche, idee, pratiche e leggi discriminatorie esistono ancora ai giorni nostri in molti paesi ed istituzioni in ogni parte del mondo. Alcuni esempi di discriminazione possono essere il razzismo, il sessismo, l'antisemitismo, l'omofobia ,la transfobia la grassofobia e l'abilismo.
Discriminazione positiva
Negli Stati Uniti d'America è stata istituita una politica governativa conosciuta come "azione positiva" o anche "discriminazione positiva" per incoraggiare i datori di lavoro e le università a ricercare ed accettare gruppi come gli afroamericani e le donne, che sono stati gruppi di rilievo ma oggetti di discriminazioni per un lungo periodo di tempo. La discriminazione positiva consiste sostanzialmente in una discriminazione nei confronti di gruppi sociali considerati privilegiati quali i maschi, i bianchi, gli adulti e gli eterosessuali. Interventi di questo genere, quali le "quote" sono stati utilizzati per beneficiare quelli che si credono essere vittime di una qualche forma di discriminazione; ma sono stati per alcuni versi definiti come "discriminazioni inverse" e hanno finito per essere oggetto di numerose critiche.

## Etimologia
Il termine "discriminate" apparve all'inizio del XVII secolo in lingua inglese; esso deriva dalla lingua latina "discriminat-"(distinto tra-) da cui trae origine il verbo "discriminare" e da "discrimen"-distinzione da cui origina il verbo "discernere".
A partire dalla guerra di secessione americana il termine discriminazione si è generalmente evoluto nell'uso anglo-statunitense come una comprensione del trattamento pregiudizievole di un individuo esclusivamente sulla base della sua "razza", in seguito generalizzato come appartenenza ad un determinato gruppo o categoria sociale etichettato come "indesiderato".
Discriminazione deriva dal latino, ove il verbo "discrimire" significa separare, distinguere, fare una distinzione.

## Definizione

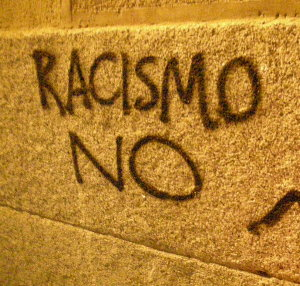
Graffito anti-razzista.

I filosofi morali hanno definito la discriminazione come un trattamento o di una considerazione svantaggiosa. Questa è una definizione comparativa; un individuo non dev'essere danneggiato in modo da essere discriminato, pertanto devono essere trattati peggio degli altri per una qualche ragione arbitraria. Se qualcuno decide di donare per aiutare i bambini orfani, ma decide di donare meno - ad esempio - ai figli dei neri per un atteggiamento razzista, allora agirà in modo discriminatorio nonostante il fatto che il gruppo che ha discriminato viene a beneficiarne effettivamente.
La discriminazione può poi evolvere facilmente in una forma di oppressione; è simile all'azione di riconoscere qualcuno come radicalmente "diverso" fino al punto da venire trattato in modo inumano e degradante.
Basandosi sulla loro teoria realistica-conflittuale e sulla teoria dell'identità sociale  Rubin e Hewstone hanno evidenziato e fatto una distinzione fra tre tipi principali di discriminazione:
- la competizione realistica è guidata dall'interesse personale e mira ad ottenere risorse materiali (ad esempio favorendo un gruppo ad ottenere maggiori risorse per i suoi membri)
- la concorrenza sociale è guidata dalla necessità di autostima e mira a raggiungere uno status sociale positivo per il proprio gruppo in relazione a tutti quegli altri esterni paragonabili (ad esempio favorire un gruppo con l'intenzione di renderlo "migliore" degli altri)
- la discriminazione consensuale è guidata dalla necessità di "distinguersi positivamente" e riflette stabili e legittime gerarchie di Stato degli intergruppi (ad esempio favorendo un gruppo di alto livello in quanto "superiore" agli altri).

La posizione dell'Organizzazione delle Nazioni Unite sulla discriminazione comprende l'affermazione: "i comportamenti discriminatori assumono molte forme, ma tutte implicano una qualche forma di esclusione o rifiuto". Organismi internazionali come il Consiglio per i diritti umani delle Nazioni Unite puntano a contribuire a far decrescere le varie forme discriminatorie in tutti i paesi aderenti.

### Caratteristiche

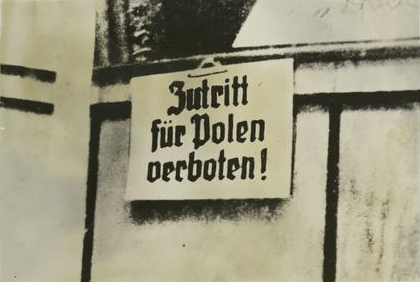
Occupazione della Polonia da parte della Germania nazista. Il cartello intima: "vietato l'ingresso ai polacchi".

Due caratteristiche principali necessarie a definire la discriminazione un atteggiamento nei confronti di un individuo o un gruppo di individui sono:
- un trattamento particolare, diverso rispetto agli altri individui o gruppi di individui;
- un'assenza di giustificazione per questo differente trattamento.

Con questa definizione è chiaro che trattamenti particolari come il congedo parentale non siano discriminatori perché giustificati dalla situazione.
Tuttavia il consenso sociale è un indicatore piuttosto inaffidabile per determinare ciò che sia definibile come "discriminazione" e ciò che invece non lo è. Quello che ora è considerato "normale" e non discriminatorio, infatti, in un altro tempo o in un altro luogo può essere considerato "discriminazione". Un esempio di come uno stesso criterio di valutazione può essere discriminatorio o meno è l'età: a volte usata in modo consensuale (per esempio nell'età minima per partecipare alla vita pubblica), a volte in modo discriminatorio (ad esempio quando diventa ragione di rifiuto da parte dei datori di lavoro).

## Documenti delle Nazioni Unite

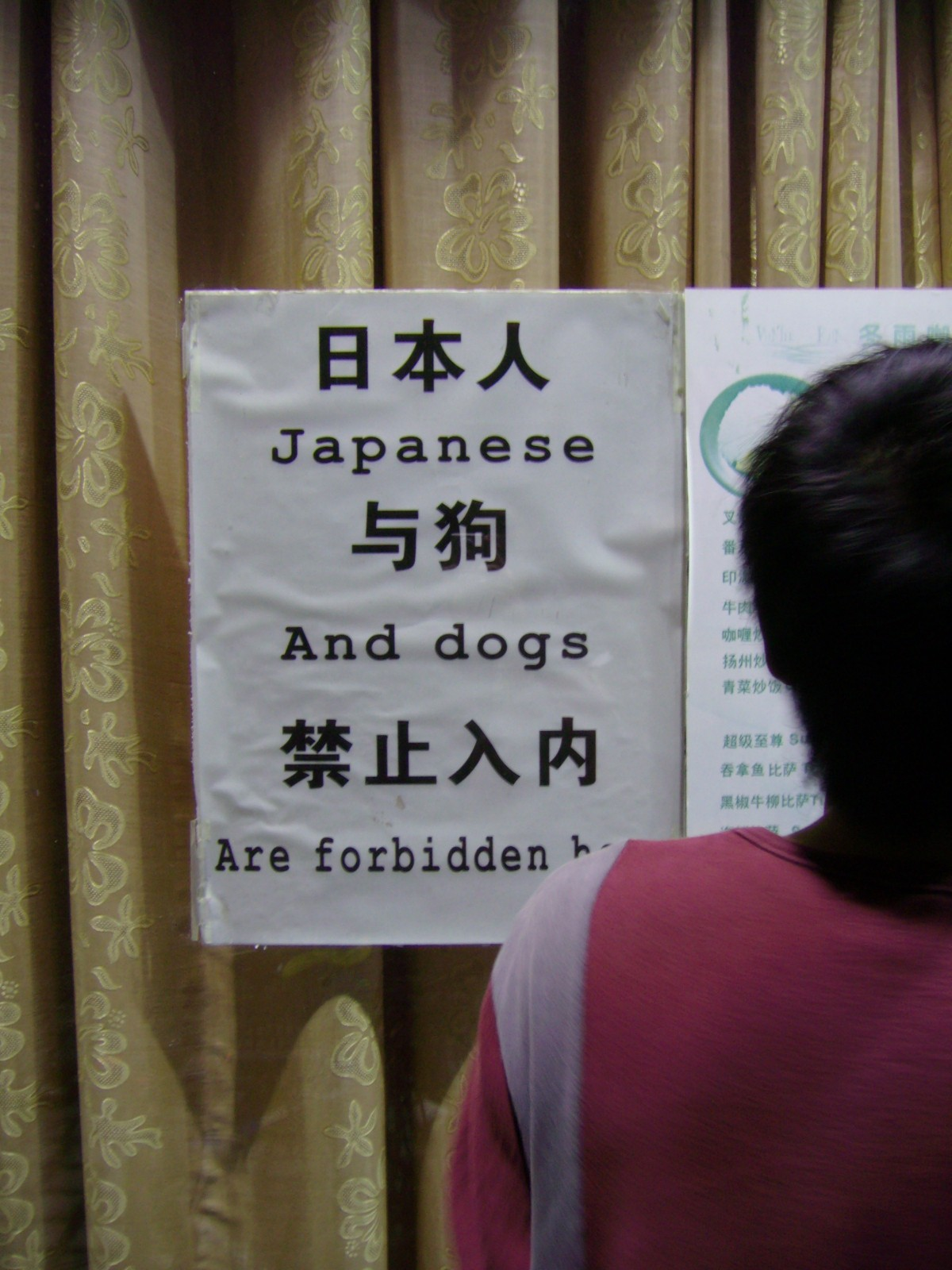
Sentimento antigiapponese in un cartello posto all'ingresso di un ristorante a Canton.

I principali documenti dell'ONU riguardanti la discriminazione comprendono:
- A livello internazionale la legislazione in materia di discriminazione è determinata dalla Dichiarazione universale dei diritti umani redatta e adottata dall'Assemblea generale delle Nazioni Unite a Parigi il 10 dicembre del 1948. In essa viene sancito il rispetto nei confronti di ogni individuo indipendentemente dalla sua appartenenza ad un particolare gruppo.

Questa carta nacque in risposta alle atrocità commesse dalla Germania nazista, frutto proprio di discriminazioni razziali (verso ebrei, polacchi, slavi, zingari, ecc.), per le preferenze sessuali (omofobia) e per le opinioni politiche.
- La "Convenzione internazionale sull'eliminazione di ogni forma di discriminazione razziale" (ICERD) impegna i suoi membri all'eliminazione della discriminazione basata sul "razzismo scientifico"; è stata adottata il 21 dicembre del 1965 ed è entrata in vigore il 4 gennaio del 1969.
- La Convenzione sull'eliminazione di ogni forma di discriminazione della donna (CEDAW) è un trattato internazionale adottato nel 1979 e descritto come un "disegno di legge internazionale per le donne"; è entrato in vigore il 3 settembre del 1981.
- La Convenzione delle Nazioni Unite sui diritti delle persone con disabilità è un trattato internazionale sui diritti umani; le parti sono tenute a promuovere, proteggere e garantire il pieno usufrutto dei diritti umani da parte delle persone con disabilità e far sì che esse godano della piena uguaglianza prevista dalla legge. Il testo è stato adottato il 13 dicembre del 2006 ed aperto per la firma il 30 marzo seguente; è entrato in vigore il 3 maggio del 2008.

## Tipi e forme

### Casta
Secondo l'UNICEF e Human Rights Watch la discriminazione di casta riguarda circa 250 milioni di persone in tutto il mondo. Questa tipologia di discriminazione, così come viene percepita dall'UNICEF, è prevalente soprattutto in alcune parti dell'Asia (India, Sri Lanka, Bangladesh, Cina, Pakistan, Nepal e Giappone) e dell'Africa. A partire dal 2011 in India vi erano 200 milioni di Dalit (vedi Tribù e caste riconosciute dall'India), in precedenza noti come "intoccabili" o "fuoricasta".

### Credenze religiose

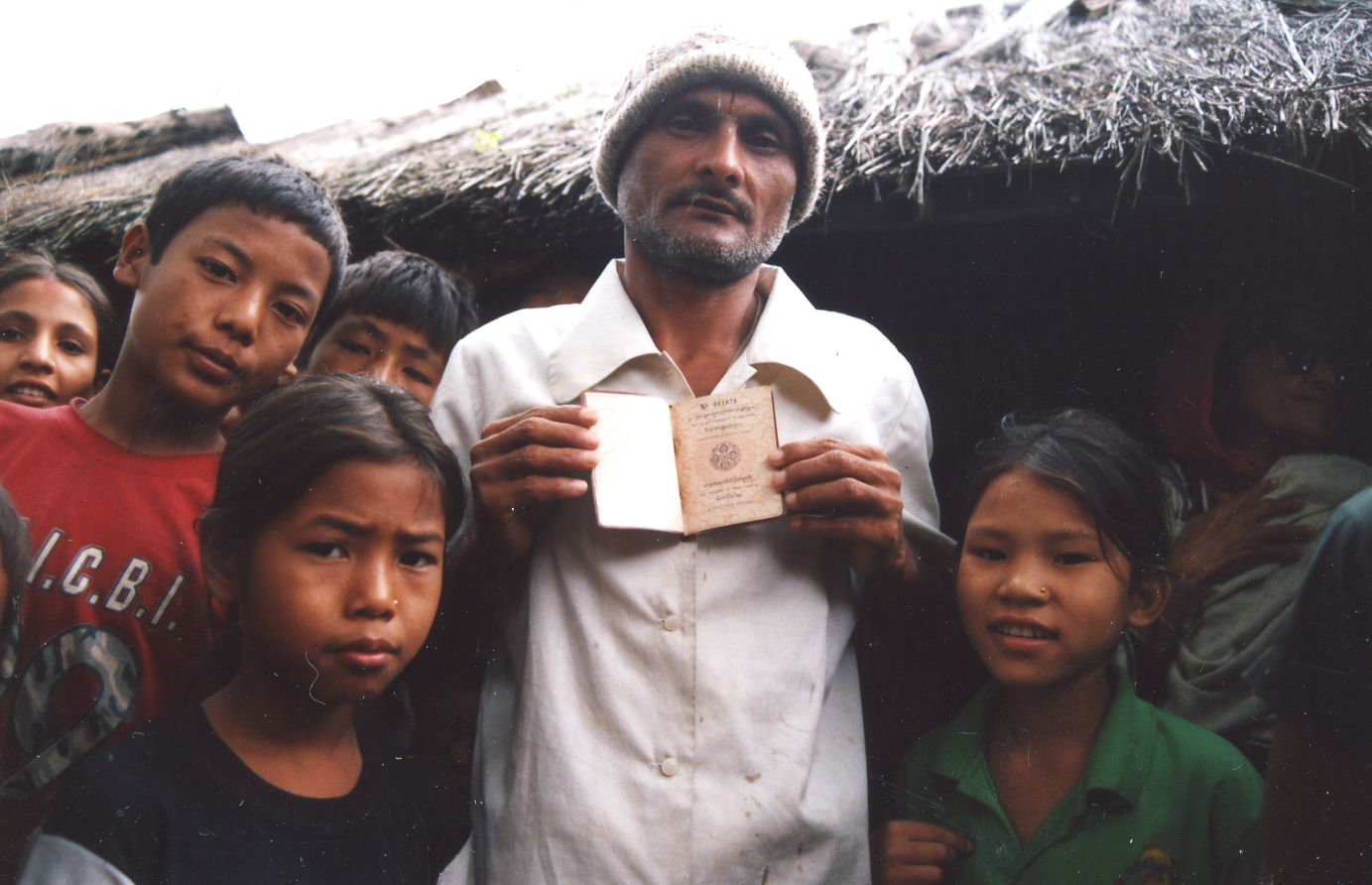
Nel corso degli anni novanta il Bhutan ha espulso o costretto ad immigrare la sua popolazione affiliata all'induismo in nome della conservazione della propria cultura e identità fondata sul buddhismo.

La discriminazione religiosa valuta o tratta una persona o un gruppo diversamente a causa di ciò che fanno o non credono o per i loro sentimenti verso una religione data. Per esempio la popolazione cristiana indigena dei Balcani, conosciuta come "rayah" o "gregge protetto", è stata discriminata sotto l'impero ottomano ("Kanun-i-Rayah"). La parola è talvolta tradotta come "bestiame" piuttosto che "gregge" o "soggetti" per enfatizzare lo status sociale inferiore rispetto alla maggioranza musulmana.

Le restrizioni alle occupazioni contro l'ebraismo furono imposte dalle autorità cristiane. I governanti locali e i funzionari della Chiesa hanno chiuso molte professioni agli ebrei religiosi, spingendoli in ruoli marginali considerati socialmente inferiori, come l'ambito economico-finanziario (la tassazione, la raccolta degli affitti e il prestito su interesse (usura); occupazioni tollerate all'epoca solo come "un male necessario". Il numero degli ebrei a cui venne permesso di risiedere in luoghi diversi era limitato; sono stati concentrati nel ghetto e non furono autorizzati a possedere terreni propri.
In una consultazione del 1979 sulla questione la "Commissione degli Stati Uniti sui diritti civili" definiva la discriminazione religiosa in relazione ai diritti civili garantiti dal XIV emendamento della Costituzione degli Stati Uniti d'America. Mentre le libertà civili religiose, come il diritto di mantenere o non avere una credenza religiosa, sono essenziali per la libertà di religione (negli Stati Uniti garantiti dal I emendamento della Costituzione degli Stati Uniti d'America), si verifica una discriminazione religiosa quando a qualcuno viene negata "la parità di protezione dalla legislazione vigente, l'uguaglianza di status sotto la legge, la parità di trattamento nell'amministrazione della giustizia, l'uguaglianza delle opportunità e l'accesso all'occupazione, all'educazione, all'alloggio, ai servizi e alle strutture e agli alloggi pubblici a causa dell'esercizio del loro diritto alla libertà religiosa".
Nel 2015 l'avvocatessa e autrice Roberta A. Kaplan ha affermato che Kimberly Jean Davis "è il più chiaro esempio di chi vuole usare un argomento di libertà religiosa per discriminare gli altri".

### Disabilità
La discriminazione nei confronti delle persone con disabilità viene definita con il termine abilismo. La discriminazione in materia di disabilità, che considera gli individui non disabili come standard di "vita normale", crea ambienti e servizi pubblici e privati, istruzione e lavori sociali costruiti per servire solo le persone cosiddette "standard", escludendo quelle con disabilità diverse.
Gli studi hanno dimostrato che è necessario impiegare non solo l'employment ma anche la sostenibilità della salute mentale e del benessere generale. Il lavoro soddisfa una serie di bisogni fondamentali per un individuo come lo scopo collettivo, il contatto sociale, lo status sociale e l'attività. Una persona con disabilità è spesso individuata socialmente come del tutto isolata e in questo caso l'impiego lavorativo è un modo per ridurre l'esclusione.
Negli Stati Uniti d'America l'"Americans with Disabilities Act of 1990" impone la parità di accesso a edifici e servizi ed è parallela da atti analoghi in altri paesi, come l'"Equality Act 2010" nel Regno Unito.

### Età
L'ageismo costituisce le discriminazioni e gli stereotipi fondati sulla base dell'età di qualcuno; è un insieme di credenze, norme e valori che sono state usate nel corso del tempo per giustificare la discriminazione o la subordinazione basata sull'età di una persona. Esso viene spesso diretto contro le persone anziane, gli adolescenti e i bambini.
La discriminazione basata sull'età nell'assunzione lavorativa è stata dimostrata come essere esistente negli Stati Uniti d'America. Joanna Lahey, professoressa presso la "The Bush School of Government and Public Service" della Texas A&M University ha scoperto che le imprese hanno una maggioranza del 40% di probabilità di intervistare un candidato tra i giovani adulti rispetto a un candidato più anziano.
In Europa Stijn Baert, Jennifer Norga, Yannick Thuy e Marieke Van Hecke, ricercatori dell'Università di Gand, hanno misurato un rapporto comparabile presente anche in Belgio. È interessante notare che hanno trovato che la discriminazione di età è eterogenea per l'attività che i candidati più anziani hanno intrapreso durante i loro anni post-istruzione aggiuntivi; pertanto vengono discriminati solo se hanno più anni di inattività o di occupazione considerata "irrilevante".
In un'indagine condotta per l'Università del Kent il 29% degli intervistati ha dichiarato di aver subito una discriminazione sulla base dell'età; si tratta di una percentuale più elevata rispetto al sessismo o al razzismo. Dominic Abrams, professore di psicologia sociale dell'università, ha concluso che l'età è la forma più diffusa di pregiudizi sperimentati nella popolazione britannica.

### Lingua

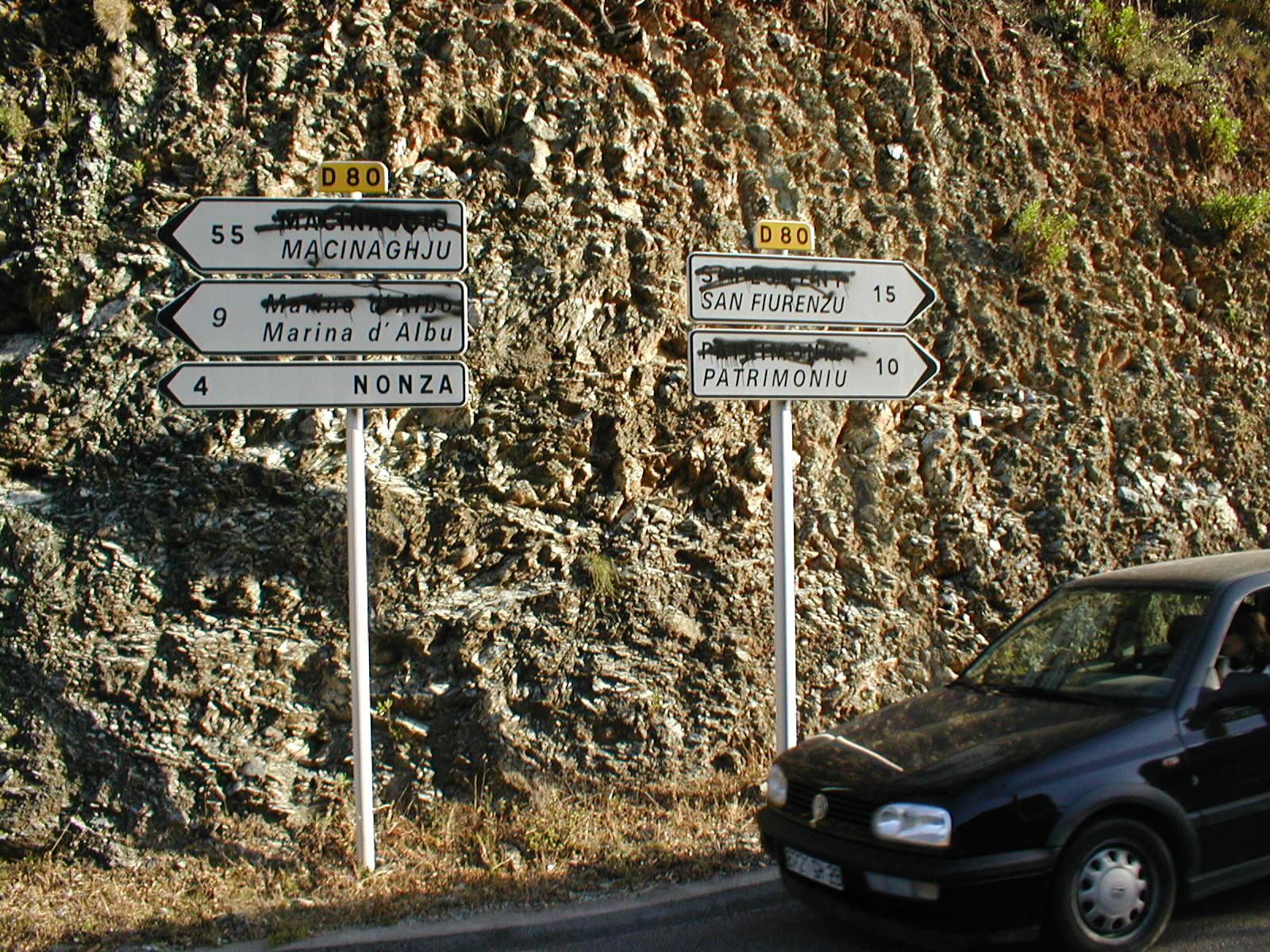
I nazionalisti in Corsica a volte cancellano con lo spray i cartelli stradali scritti in lingua francese.

La discriminazione linguistica è un trattamento ingiusto delle persone basato sull'uso della lingua e sulle caratteristiche del loro linguaggio, tra cui la prima lingua, l'accento, la dimensione percepita del vocabolario (se il parlante usa o meno parole complesse e varie), e la sintassi, perche secondo queste persone la loro lingua preferita è associata a un particolare gruppo, classe o categoria.
Esempi notevoli sono il pregiudizio contro i francesi negli Stati Uniti e il sentimento anti-Québec in Canada i quali puntano contro le persone che parlano la lingua francese. Solitamente la lingua preferita è solo un attributo aggiuntivo della separazione dei gruppi etnici. La discriminazione esiste quando vi è un trattamento pregiudizievole contro una persona o un gruppo di persone che parlano una lingua o un dialetto particolare.
La discriminazione linguistica è stata inizialmente considerata un atto di razzismo. A metà degli anni Ottanta, la linguista Tove Skutnabb-Kangas ha definito l'idea della discriminazione basata sulla lingua come linguismo, ovvero "ideologie e strutture utilizzate per legittimare, attuare e riprodurre le divisioni ineguali di potere e risorse (materiali e non) tra gruppi definiti sulla base della lingua". Sebbene siano stati dati nomi diversi a questa forma di discriminazione, tutti hanno la stessa definizione. La discriminazione linguistica è determinata culturalmente e socialmente dalla preferenza per un uso della lingua rispetto ad altri.
Alcuni studiosi hanno analizzato il ruolo dell'imperialismo linguistico nel linguismo, affermando che i parlanti di lingue dominanti tendono a discriminare i parlanti di altre lingue meno dominanti e a svantaggiarsi linguisticamente rimanendo monolingui. Secondo la studiosa Carolyn McKinley, questo fenomeno è maggiormente presente in Africa, dove la maggior parte della popolazione parla le lingue europee introdotte durante l'era coloniale; gli Stati africani sono anche noti per aver istituito le lingue europee come principale mezzo di istruzione, invece delle lingue indigene.
[I rapporti dell'UNESCO hanno rilevato che questo ha storicamente avvantaggiato solo l'alta borghesia africana, svantaggiando al contrario la maggior parte della popolazione africana che ha un livello variabile di conoscenza delle lingue europee parlate nel continente. Gli studiosi hanno anche notato l'impatto della dominanza linguistica dell'inglese sulle discipline accademiche; la studiosa Anna Wierzbicka ha descritto discipline come le scienze sociali e umanistiche come "bloccate in un quadro concettuale basato sull'inglese" che impedisce al mondo accademico nel suo complesso di raggiungere una "prospettiva più universale e indipendente dalla cultura".

### Nazionalità
La discriminazione sulla base della nazionalità è di solito inclusa nelle leggi sull'occupazione (vedi sezione successiva per la discriminazione specifica in materia di occupazione). A volte viene intesa per essere collegata alla discriminazione razziale, anche se può rimanerne separata. Può variare dalle leggi che impediscono di rifiutare l'assunzione in base alla nazionalità, di porre domande sull'origine, il divieto di licenziamento, la pensione forzata, la retribuzione e le compensazioni aggiuntive ecc. sulla sola base della nazionalità.
La discriminazione sulla base della nazionalità può mostrarsi anche come un basso "livello di accettazione" all'interno di uno sport o gruppo di lavoro per quanto riguarda i nuovi membri del team e i dipendenti che si differenziano per nazionalità della maggioranza dei membri.
Negli Emirati Arabi Uniti e negli altri paesi del Consiglio di cooperazione del Golfo ad esempio la nazionalità non viene spesso concessa ai residenti o agli espatriati; sul posto di lavoro il trattamento preferenziale è dato ai cittadini pieni, anche se molti di loro non hanno alcuna esperienza o motivazione per fare bene il lavoro assegnatogli. I vantaggi promossi dallo Stato sono generalmente disponibili solo per i cittadini musulmani.

### Occupazione e rapporto di lavoro
La negazione di un impiego o il rifiuto di richiedere un posto di lavoro spesso viene riconosciuto come discriminazione in materia di occupazione quando i motivi di tale esclusione non sono correlati ai requisiti della posizione e le caratteristiche protette possono includere l'età, la disabilità, l'etnia, il sesso, l'identità di genere, la nazionalità, l'affiliazione politica, la religione, l'orientamento sessuale, il colore della pelle umana e finanche l'altezza e il peso.
Le leggi federali degli Stati Uniti d'America che proteggono contro:
- La discriminazione basata sulla razza, il colore della pelle e l'origine nazionale includono, tra le altre ( race, color and national origin discrimination. URL consultato il 27 novembre 2017 (archiviato dall'url originale il 15 agosto 2011).), il ( Civil Rights Act (1964). URL consultato il 27 novembre 2017 (archiviato dall'url originale il 29 dicembre 2011). e () l'"Executive Order 11478.
- La discriminazione basata sul sesso e il genere ( Sex and gender discrimination. URL consultato il 27 novembre 2017 (archiviato dall'url originale il 20 settembre 2011).) comprende il "Civil Rights Act (1964)" e l'"Equal Pay Act of 1963" () sulla parità di retribuzione.
- La discriminazione basata sull'età ( Age discrimination. URL consultato il 27 novembre 2017 (archiviato dall'url originale il 15 agosto 2011).) comprende l'"Age Discrimination in Employment Act of 1967" ().
- La discriminazione sulla base della disabilità fisica e mentale ( Physical and mental disability discrimination. URL consultato il 27 novembre 2017 (archiviato dall'url originale il 15 agosto 2011).) include l'"Americans with Disabilities Act of 1990" ().
- La discriminazione religiosa ( Religious discrimination. URL consultato il 27 novembre 2017 (archiviato dall'url originale il 15 agosto 2011).) include il "Civil Rights Act (1964)".
- La discriminazione sullo status militare ( Military status discrimination. URL consultato il 27 novembre 2017 (archiviato dall'url originale il 15 agosto 2011).) include il "Vietnam Era Veterans' Readjustment Assistance Act" ().

La maggior parte delle altre nazioni occidentali hanno leggi simili che proteggono questi gruppi.
In relazione ai requisiti della posizione negli impieghi privati solo il 9% dei direttori finanziari sono donne, mentre rappresentano oltre il 60% tra i contabili e gli auditor. Secondo una relazione del 2013 le donne che raggiungono una posizione di responsabilità elevata sono pagate in media il 16% in meno rispetto ai loro colleghi maschi.

### Orientamento sessuale

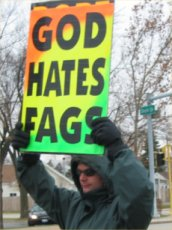
Un esempio di omofobia. Il cartello recita "God Hates Fags", che in italiano significa "Dio odia i froci".

L'orientamento sessuale rappresenta una "predilezione per l'omosessualità, l'eterosessualità, la bisessualità, la pansessualità, l'asessualità, ecc.". Come accade anche per la maggior parte degli altri gruppi minoritari gli omosessuali e i bisessuali sono vulnerabili ai pregiudizi e alle discriminazioni del gruppo di maggioranza; possono pertanto sperimentare con facilità l'odio dagli altri a causa delle loro preferenze sessuali (vedi gruppi di odio anti-LGBT). Un termine per tale odio basato sull'orientamento sessuale è spesso chiamato omofobia.
Molti continuano ad esprimere sentimenti negativi nei confronti di quelli con orientamenti non eterosessuali e discriminano le persone che li hanno o che si pensa possano averli. Anche le persone di altri orientamenti sessuali non di maggioranza possono presentare al loro interno frange di discriminazione (vedi razzismo nella comunità LGBT). Uno studio ha trovato il proprio campione di eterosessuali più pregiudizievoli nei confronti degli asessuali rispetto agli omosessuali o bisessuali dichiarati.

La discriminazione nell'occupazione basata sull'orientamento sessuale varia da paese a paese. Rivelare un orientamento sessuale di lesbismo (come menzionare un impegno diretto in un'organizzazione del movimento LGBT o citare il nome del proprio partner) riduce le opportunità di lavoro a Cipro e in Grecia, ma non ha complessivamente effetti negativi in Svezia e in Belgio. In quest'ultimo paese si trova addirittura un effetto positivo nel rivelare un orientamento sessuale lesbico.

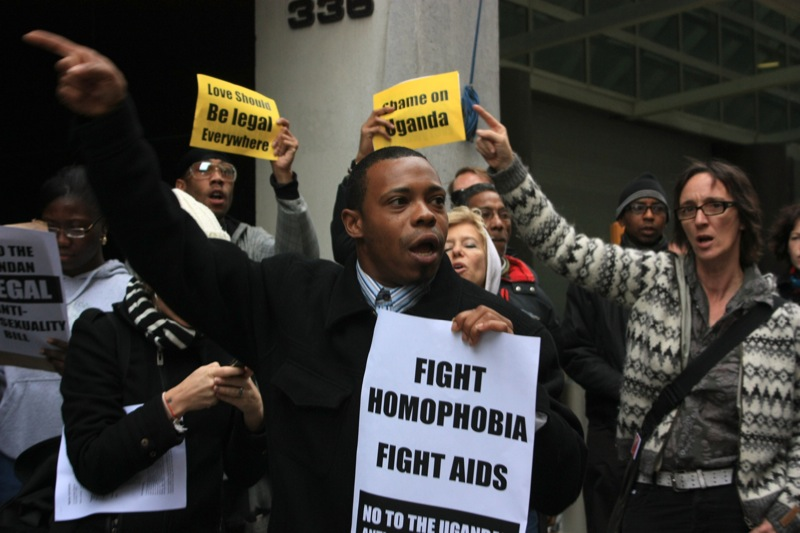
Proteste a New York contro la proposta di "legge anti-omosessuali" dell'Uganda.

Oltre a questi studi accademici nel 2009 l'"International Lesbian and Gay Association" (ILGA) ha pubblicato un rapporto basato sulla ricerca svolta da Daniel Ottosson presso il "Södertörn University College" di Stoccolma; questa ricerca ha scoperto che tra gli 80 paesi del mondo che continuano a considerare l'omosessualità illegale cinque di essi hanno la pena di morte per l'attività omosessuale, più due solo in alcune regioni del paese. Nella relazione questo è descritto come "Omofobia sponsorizzata dallo Stato". Ciò accade in special modo negli Stati islamici, o in due casi nelle regioni sotto il diretto controllo dell'autorità islamica.
Il 5 febbraio del 2005 l'"Integrated Regional Information Networks" (IRIN) ha pubblicato un resoconto intitolato "Iraq: l'omosessualità maschile è ancora un tabù"; l'articolo ha affermato, tra l'altro, che il cosiddetto delitto d'onore contro un membro della famiglia gay è una pratica comune ed ha inoltre anche una certa protezione giuridica. Nell'agosto del 2009 Human Rights Watch ha pubblicato un'ampia relazione sulla tortura di uomini accusati di essere gay in Iraq, incluso il blocco dell'ano con la colla seguito da una "cura dei lassativi".
Anche se il matrimonio tra persone dello stesso sesso è stato legalizzato in Sudafrica a partire dal 2006 le unioni omosessuali sono spesso condannate come "non-africane". La ricerca condotta nel 2009 mostra che l'86% delle lesbiche nere della Provincia del Capo Occidentale vivono nella paura costante di un'aggressione sessuale.
Un certo numero di paesi, soprattutto quelli della civiltà occidentale, hanno promulgato e messo in atto misure per alleviare la discriminazione contro le minoranze sessuali, incluse le leggi contro i crimini d'odio anti-gay e la discriminazione sul posto di lavoro. Alcuni hanno anche legalizzato il matrimonio omosessuale o l'unione civile per concedere alle coppie dello stesso sesso le stesse protezioni e vantaggi goduti dalle coppie eterosessuali. Nel 2011 l'Organizzazione delle Nazioni Unite ha fatto approvare la prima risoluzione che riconosce i diritti LGBT nel mondo (vedi Diritti LGBT alle Nazioni Unite).

### Razza o etnicità

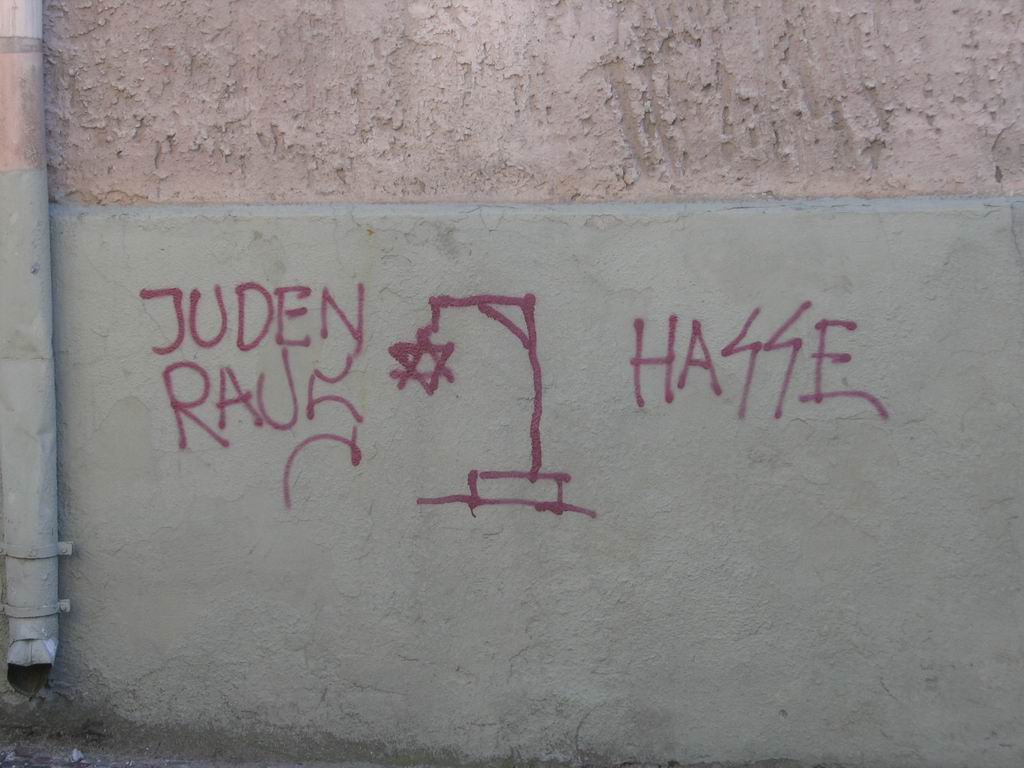
Graffiti antisemitici in Lituania. Le scritte recitano: "Ebrei fuori" e "Odio".

La discriminazione razziale ed etnica differenzia gli individui sulla base delle presunte diversità razziali ed etniche percepite e porta a varie forme di svantaggi.; questa è stata la politica ufficiale governativa in diversi paesi come il Sudafrica nell'era dell'apartheid. Le politiche discriminatorie contro le minoranze etniche includono ad esempio la discriminazione razziale degli indiani indigeni e dei cinesi in Malaysia. Dopo la guerra del Vietnam molti rifugiati vietnamiti si sono trasferiti negli Stati Uniti d'America dove si sono trovati costretti ad affrontare una varietà di discriminazioni.
A partire dal 2013 le persone appartenenti ai popoli aborigeni del Canada (Prime nazioni, Métis e Inuit) comprendono il 4% circa della popolazione del Canada, ma rappresentano ben il 23,2% della popolazione carceraria federale. Secondo la pubblicazione delle statistiche governative avvenuta nel giugno 2006 gli aborigeni australiani costituiscono il 24% della popolazione carceraria totale in Australia. Nel 2004 i Maori costituivano solo il 15% della popolazione totale della Nuova Zelanda, ma den il 49,5% dei detenuti; in pratica entravano in prigione ad un tasso di otto volte superiore a quello dei non-Māori.

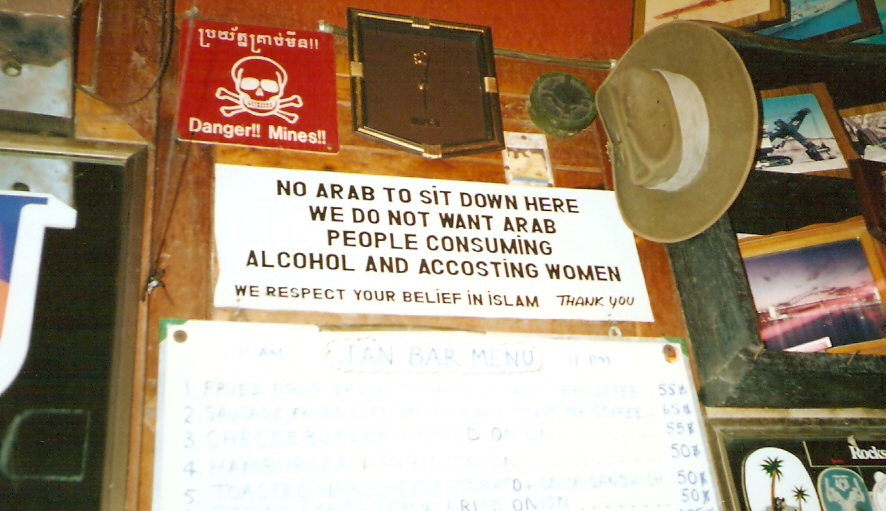
Scritta antiaraba a Pattaya.

Un quarto delle persone presenti nelle prigioni dell'Inghilterra appartiene ad una minoranza etnica; l'"Equality and Human Rights Commission" ha rilevato che in Inghilterra e nel Galles a partire dal 2010 una persona nera era cinque volte più probabile che venisse imprigionata rispetto ad una persona bianca. La discrepanza è stata attribuita a "decenni di pregiudizio razziale esistente nel sistema della giustizia penale".

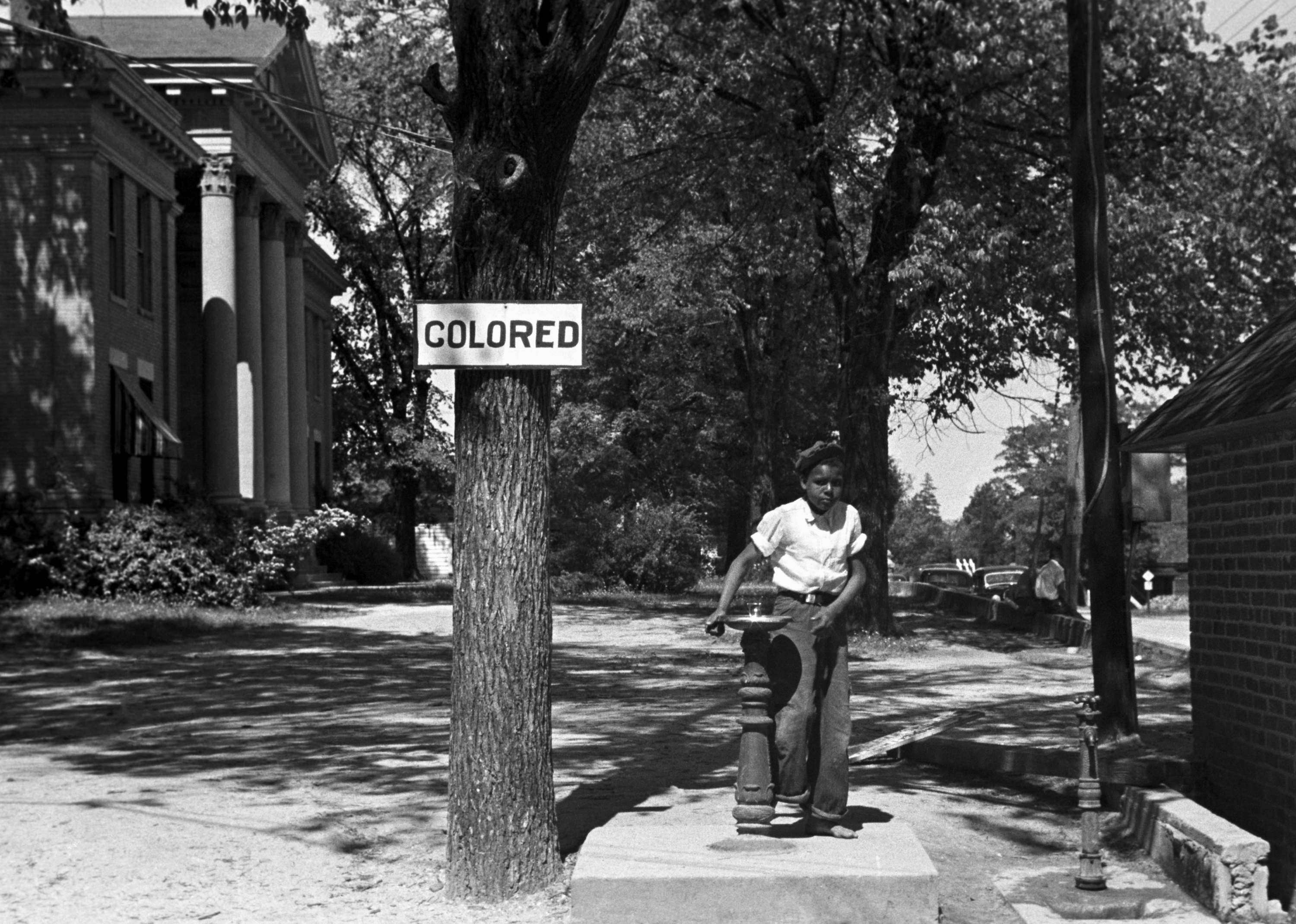
Segregazione razziale negli Stati Uniti d'America. Un ragazzo afroamericano beve da una fontana riservata ai "colored" in Carolina del Nord (1938).

Negli Stati Uniti d'America la profilazione razziale delle minoranze da parte delle forze dell'ordine è stata accusata di essere una discriminazione razziale; nel sistema penale statunitense le minoranze sono condannate e imprigionate in modo sproporzionato rispetto alla maggioranza..
Già il Civil Rights Act (1866) e il Civil Rights Act (1871) fornirono un rimedio per il razzismo intenzionale nell'occupazione da parte dei datori di lavoro sia privati sia pubblici. Il Civil Rights Act of 1991 ha ampliato le legislazioni precedenti sugli indennizzi concedendo ai ricorrenti il diritto ad un processo di giuria.
La discriminazione razziale nell'ambito dell'assunzione lavorativa ha dimostrato di esistere sia negli Stati Uniti che in Europa; Marianne Bertrand e Sendhil Mullainathan ha dimostrato in uno studio degli inizi del XXI secolo che i candidati con nomi da bianchi americani hanno ottenuto il 50% in più di colloqui rispetto a quelli con nomi da afroamericani. Uno studio del 2009 di Devah Pager, Bruce Western e Bart Bonikowski ha scoperto che i candidati neri a posti di lavoro a basso reddito avevano meno probabilità di essere contattati rispetto ai candidati bianchi.
Più recentemente Stijn Baert, Bart Cockx, Niels Gheyle e Cora Vandamme hanno replicato e ampliato il loro esperimento in campo in Belgio, scoprendo che la discriminazione razziale nel mercato del lavoro è eterogenea alla tenuta dell'occupazione: rispetto agli indigeni, i candidati con un nome straniero sono ugualmente spesso invitati ad un colloquio di lavoro se chiedono occupazioni per le quali vi sono posti vacanti difficili da riempire, ma devono inviare il doppio di richieste per le occupazioni per le quali la tenuta del mercato è bassa.

### Regione geografica
La discriminazione regionale o geografica è basata sulla regione in cui una persona vive o è nata. Diversa dalla discriminazione nazionale, in quanto non può essere basata sulle frontiere nazionali o sul paese in cui vive la vittima, essa invece si radica sui pregiudizi contro una regione specifica di uno o più paesi. Alcuni esempi includono la discriminazione nei confronti del cinese proveniente dalla Cina continentale o quella contro gli americani provenienti dal profondo Sud o dal Nord negli Stati Uniti d'America. È spesso accompagnata da discriminazioni basate su accenti, dialetti o differenze culturali.

### Sesso, caratteristiche sessuali, genere e identità di genere
Anche se la discriminazione tra i sessi e il sessismo si riferiscono a credenze ed atteggiamenti in relazione al sesso di una persona, questi sono di carattere sociale e di norma non hanno alcuna conseguenza giuridica; la discriminazione di genere può invece averne. Anche ciò che la costituisce varia tra i paesi, l'essenza è che si tratta di un'azione avversa da parte di una persona contro un'altra, che non sarebbe avvenuta se la persona fosse stata dell'altro sesso. La discriminazione di tale natura viene considerata una forma di pregiudizio ed in certe circostanze enumerate è illegale in molti paesi.

Il divario tra i sessi nei redditi medi dei dipendenti a tempo pieno secondo l'OCSE nel 2015.

La discriminazione sessuale può sorgere in diversi contesti; ad esempio un dipendente può essere discriminato informandosi su tali questioni durante un colloquio di lavoro, o da un datore di lavoro il quale non assumerà o promuoverà o che pagherà in modo non equo nel corso del rapporto di lavoro od infine che licenzierà ingiustamente un dipendente sulla base del suo genere.
La discriminazione può sorgere anche quando un gruppo dominante detiene un pregiudizio contro il gruppo minoritario. Nella comunità di Wikipedia in inglese solo circa il 13% degli utenti registrati sono donne; ciò crea forti squilibri di genere e lascia spazio al pregiudizio sistemico e alla parzialità: le donne non solo vengono esaminate con un maggior rigore, ma anche la rappresentanza delle autrici viene sorvegliata, quando non apertamente trascurata. Rispetto agli uomini in tutte le liste di provenienza le donne hanno 2,6 probabilità maggiori di omissione e/o negligenza su Wikipedia.
In un contesto educativo potrebbero esservi reclami sul fatto che uno studente è stato escluso da un istituto scolastico, da un programma, da un'opportunità, da un prestito, da un'associazione studentesca o da una borsa di studio a causa del proprio genere. Nel contesto dell'edilizia abitativa potrebbero esservi rivendicazioni inerenti al fatto che ad una persona è stata rifiutata la possibilità di negoziare durante la ricerca di una casa, di contrattare o affittare o di ottenere un prestito sulla base del suo genere. Un altro settore in cui non state sostenute discriminazioni di genere è quello bancario; se viene rifiutato un credito o vengono offerte condizioni di prestito ineguali sulla base del genere di appartenenza.
Come accade anche per altre forme di discriminazione illecita esistono due tipi di discriminazione sessuale, quella diretta e quella indiretta; la prima è abbastanza facile da individuare mentre la seconda, quando un requisito inutile mette un sesso in una posizione di svantaggio sproporzionato rispetto al sesso opposto è, talvolta, meno facile da individuare, anche se alcuni sono evidenti ("cercasi barista, deve stare bene in minigonna"). Un altro settore in cui solitamente si verificano discriminazioni di genere è quando si ottiene un rifiuto ad estendere il credito, negando l'approvazione del procedimento di prestito/credito e se vi è un onere di condizioni di prestito disuguali sulla base del proprio genere.
Socialmente le differenze sessuali sono state utilizzate per poter giustificare la diversità di ruolo di genere, in alcuni casi dando luogo a rivendicazioni di ruoli primari e secondari. Mentre vi ono differenze asserite non fisiche tra uomini e donne, le principali considerazioni della letteratura accademica sulla differenza di genere trovano soltanto una piccola minoranza di caratteristiche in cui esistono differenze psichiche coerenti tra uomini e donne e questi si riferiscono direttamente alle esperienze fondate sulla differenza biologica.
Tuttavia vi sono anche alcune differenze psicologiche per quanto riguarda la gestione dei problemi e le percezioni emotive e le reazioni che possono riguardare il sistema ormonale e le caratteristiche di successo di ogni genere durante i ruoli di lunga durata negli stili di vita primitivi passati. L'ingiusta discriminazione nella generalità dei casi segue la stereotipizzazione di genere promossa da una società.
L'Organizzazione delle Nazioni Unite ha concluso che le donne spesso sperimentano il cosiddetto "soffitto di cristallo" e che non esistono società in cui le donne godano delle stesse opportunità degli uomini; il termine viene utilizzato per descrivere una barriera percepita nel corso del progresso occupazionale e fondamentalmente basata sulla discriminazione, in particolare quella sessuale.

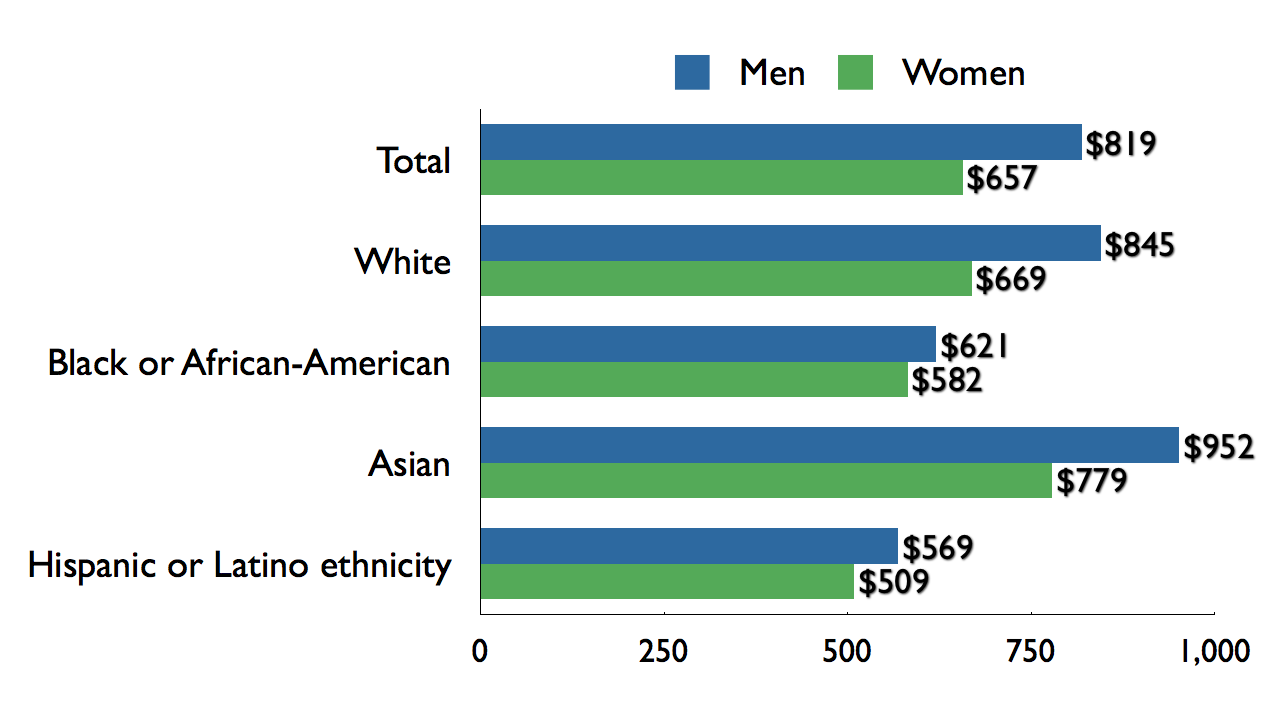
Guadagni settimanali medi di salariati e salariati a tempo pieno, per sesso ed etnia negli Stati Uniti d'America nel 2009.

Negli Stati Uniti d'America nel 1995 la "Glass Ceiling Commission", un gruppo finanziato dal governo, ha dichiarato che "oltre la metà di tutti i diplomi sono stati assegnati a donne, mentre il 95% dei dirigenti di alto livello, dei primi "Fortune 1000" industriali e dei primi 500 tra le società di servizi sono uomini, di cui il 97% è bianco". Nella sua relazione finale ha raccomandato l'azione positiva, che è la considerazione del genere e dell'appartenenza razziale di un dipendente nelle decisioni di assunzione e promozione, come mezzo per porre termine a questa forma discriminatoria.
A partire dal 2010 le donne hanno rappresentato il 51% dei lavoratori in occupazioni di gestione ad alto rendimento, professionali e connesse; esse superano gli uomini in occupazioni come i dirigenti di pubbliche relazioni, i gestori finanziari e i responsabili delle risorse umane.
Le donne si ritrovano inoltre a sperimentare anche lo "Sticky floor"; mentre il "soffitto di cristallo" implica che le donne siano meno disponibili a raggiungere la vetta della scala lavorativa, il "pavimento appiccicoso" viene definito come il modello che le donne abbiano, rispetto agli uomini, meno probabilità a salire la scala lavorativa. Ciò è legato alle differenze di genere in fondo alla distribuzione salariale; può essere spiegato sia dalla discriminazione attuata dai datori di lavoro che dalle differenze di genere nelle aspirazioni di carriera.
Le persone con intersessualità sperimentano la discriminazione dovuta alle caratteristiche innate atipiche del sesso. Molte giurisdizioni ai giorni nostri proteggono gli individui per motivi di "status intersex" o di caratteristiche sessuali; il Sudafrica è stato il primo paese ad aggiungere esplicitamente l'intersessualità nella propria legislazione in ambito di attribuzione del sesso; l'Australia è stato il primo paese ad aggiungere un attributo indipendente di "status intersex". Malta è stata la prima ad adottare un quadro più ampio delle caratteristiche sessuali attraverso una legislazione che ha anche apportato modifiche alle caratteristiche sessuali dei minori, intraprese per motivi socioculturali.
Gli individui transgender, sia maschili sia femminili o di genere non-binario, molto spesso rilevano problemi di transfobia i quali possono direttamente condurre a licenziamenti, insuccesso occupazionale, difficoltà a trovare lavoro, isolamento sociale e, occasionalmente, aggressioni violente contro di loro. Tuttavia il problema della discriminazione di genere non si ferma alle persone transgender o alle donne.
Gli uomini sono spesso vittime in alcune aree occupazionali, quanto ad esempio cominciano a cercare lavoro in ufficio o in ambienti di custodia infantile e tradizionalmente percepiti come "posti di lavoro femminili". Una simile situazione sembra essere evidente in un recente caso concernente una forma discriminatoria collegata all'YMCA ed un caso nella Corte federale del Texas. Il caso in realtà coinvolge la presunta discriminazione nei confronti degli uomini e degli afroamericani nella custodia dei minori, anche quando superano gli stessi rigorosi test di formazione ed altri standard occupazionali.
La discriminazione presente nei film Slasher è particolarmente evidente e rilevante. Gloria Cowan ha guidato lo studio di un gruppo di ricerca su 57 film appartenenti al genere; i risultati hanno dimostrato che le donne non sopravvissute erano molto più frequentemente sessualmente attive rispetto agli uomini e alle altre donne sopravvissute; la sopravvivenza è stata quindi fortemente associata all'assenza di comportamenti sessuali. Nelle pellicole slasher sembra che le donne che hanno relazioni sessuali vengono uccise, mentre solo le donne che hanno mantenuto la "purezza" sopravvivono, rafforzando così l'idea che la sessualità femminile possa essere gravemente dannosa.

### Uso di sostanze stupefacenti

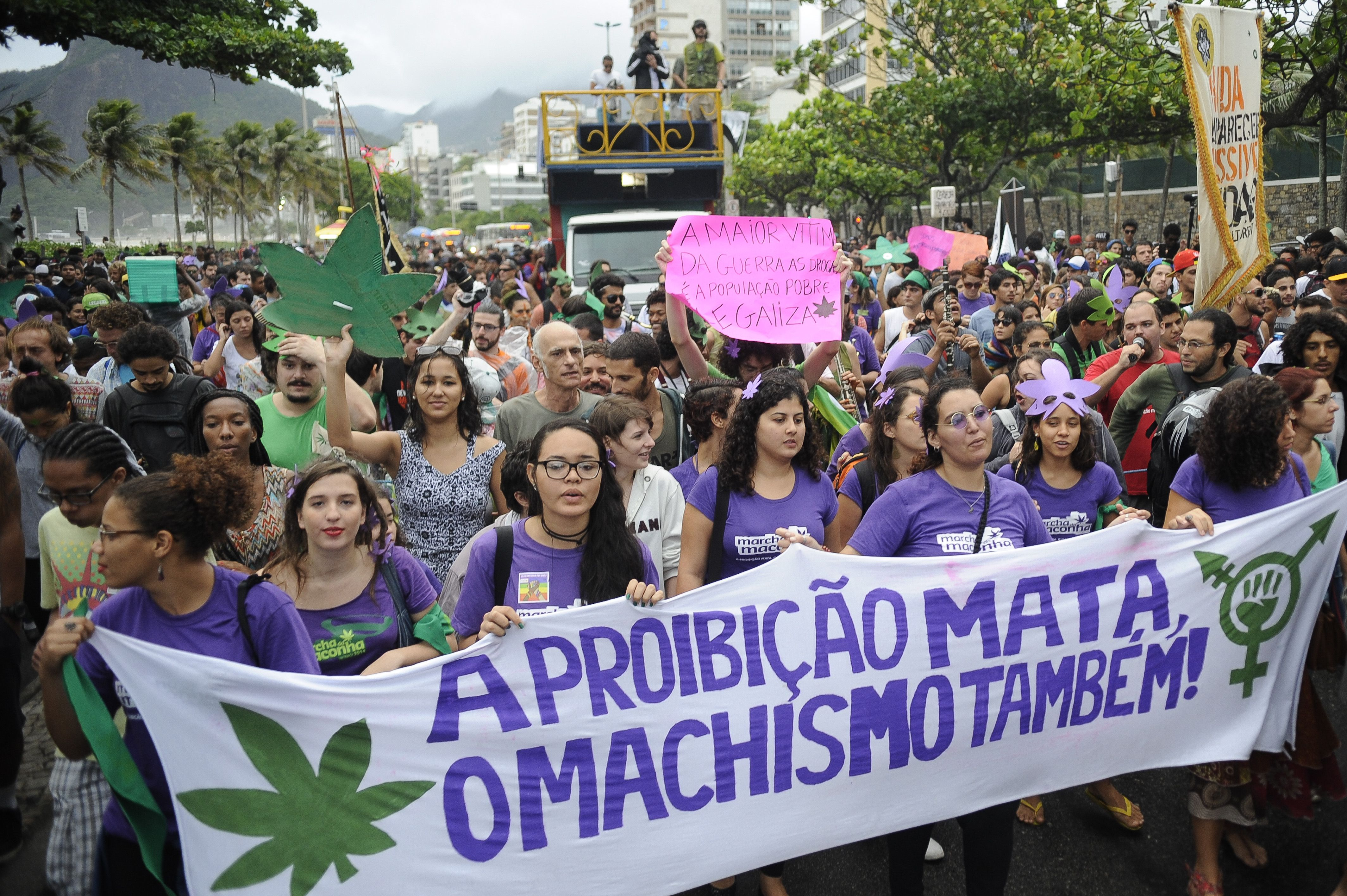
Manifestazione a favore dell legalizzazione della marijuana a Rio de Janeiro nel 2014.

La discriminazione nei confronti di coloro che utilizzano farmaci è il trattamento diseguale prodotto a causa delle sostanze che vengono utilizzate. Le persone che usano o che hanno usato sostanze stupefacenti illegali possono affrontare discriminazioni nell'ambito dell'occupazione, del welfare, dell'alloggio, della custodia dei figli e del turismo oltre che alla detenzione, alla perdita dei beni e in alcuni casi estremi anche alla tortura e alla pena di morte. Sebbene spesso stereotipati in maniera pregiudiziale come devianti e disadattati, la maggior parte degli utilizzatori di tali sostanze rimangono membri ben equilibrati e produttivi della società.

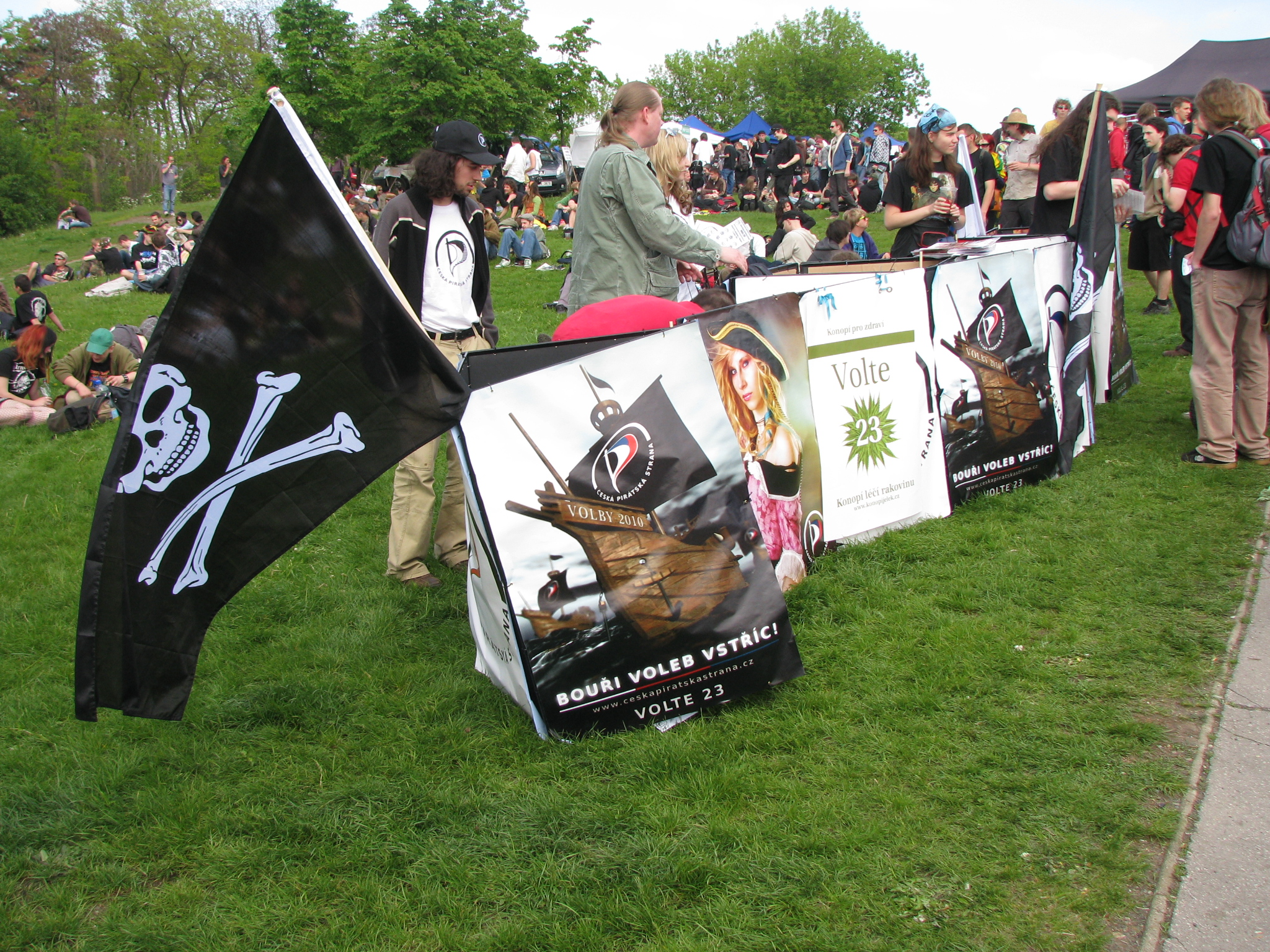
Sit in del Partito Pirata Ceco a favore della legalizzazione della marijuana a Praga nel 2010.

I divieti sull'uso di droghe possono essere in parte motivati anche dal razzismo e da altre forme di pregiudizio contro le minoranze; chiare disparità razziali sono state riscontrate nell'applicazione e nel perseguimento delle leggi sulle droghe. La discriminazione dovuta all'uso illegale di droga è la tipologia maggiormente diffusa tra gli afroamericani e i latinos; questo in uno studio condotto nel 2003 condotto sull'uso di sostanze tra le minoranze a New York, fino a triplicare la discriminazione basata sul gruppo etnico. Anche le persone che usano sostanze legali come tabacco e farmaci prescritti medicalmente possono anch'essi incorrere in una qualche forma di discriminazione.

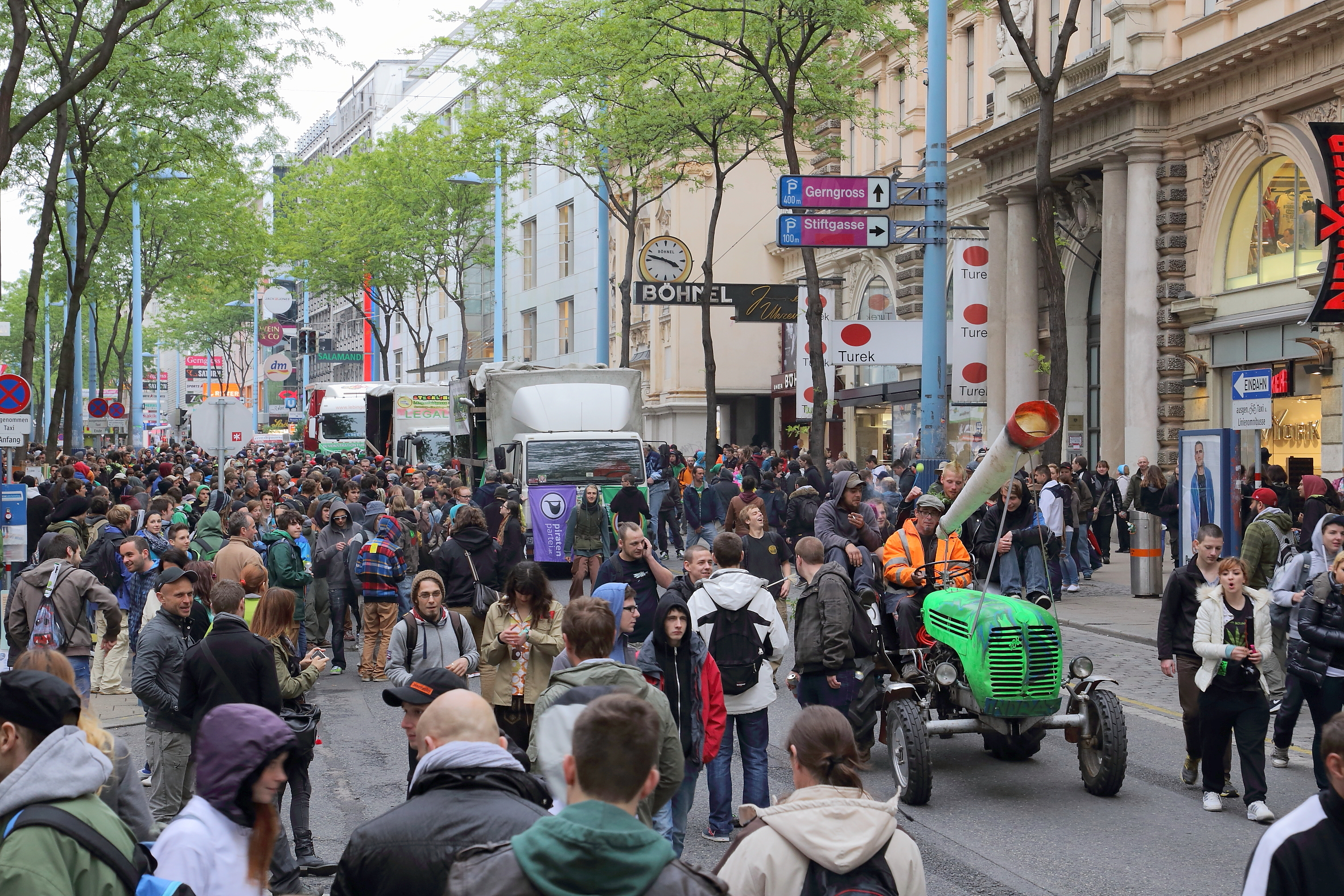
Global Marijuana March a Vienna nel 2014.

Le idee di autoregolamentazione/autoresponsabilità e libertà cognitiva affermano i diritti civili nell'uso di droghe sia come auto-medicamento  che in ambito ricreativo dell'Enteogeno nella sua qualità di "realizzatore spirituale".; coloro che sostengono tali idee mettono in questione la legittimità del divieto sull'uso di sostanze e citano i diritti e le libertà sanciti in documenti come la Dichiarazione d'indipendenza, la Costituzione degli Stati Uniti d'America e la Carta dei diritti, oltre alla Convenzione europea per la salvaguardia dei diritti dell'uomo e delle libertà fondamentali e la Dichiarazione universale dei diritti umani, quali proclami di protezione delle scelte personali anche in fatto di droghe. Essi si riconoscono nell'alveo della tradizione di coloro che hanno lottato contro altre forme discriminatorie nel passato.

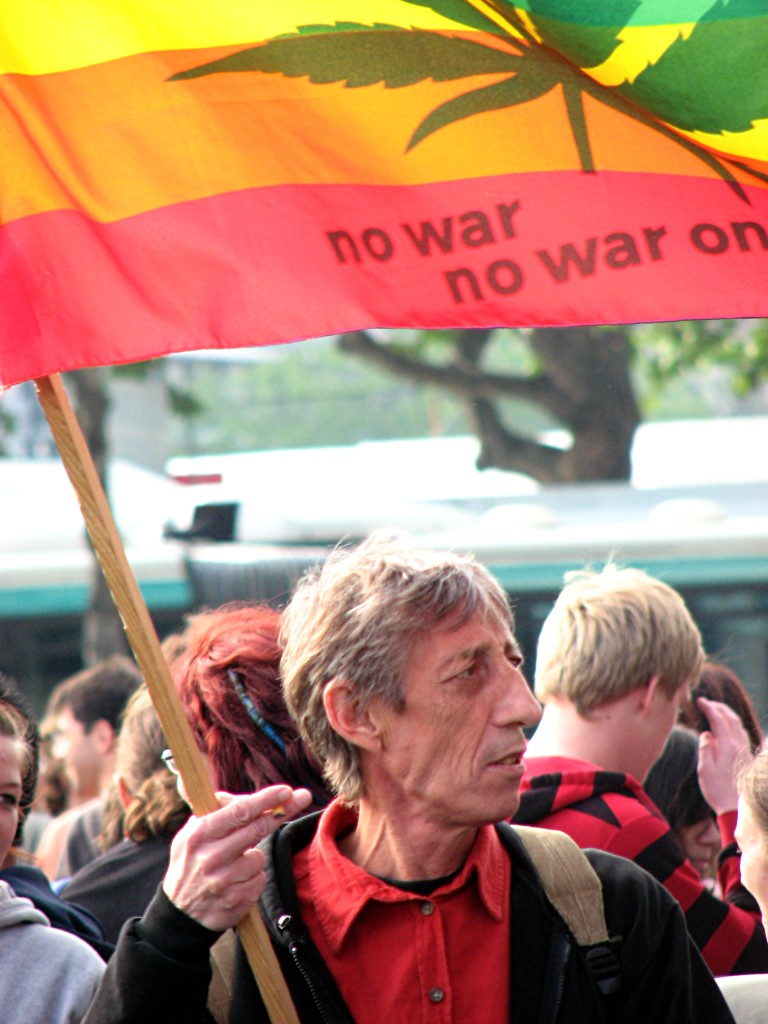
Marcia pro-marijuana a Parigi nel 2007.

Le organizzazioni di riforma della politica in materia di droga come la "Drug Policy Alliance", la "Drug Equality Alliance", la "Transform Drug Policy Foundation" e la "Beckley Foundation" hanno evidenziato la questione della stigmatizzazione e della discriminazione politica in materia di droghe. Il "Partnership for Drug-Free Kids" riconosce anch'esso l'esistenza di un tale problema e condivide sul suo sito web storie che ""attraversano lo stigma e la discriminazione che spesso si trovano davanti nei riguardi di persone con problemi di consumo di sostanze o di alcolismo"".
Un relazione emessa dalla "Global Commission on Drug Policy" critica fortemente la "guerra mondiale" condotta contro la droga affermando invece l'indebolimento dei diritti umani il quale favorisce di conseguenza la discriminazione.
"Gli approcci politici di criminalizzazione in materia di droga stanno gravemente sconvolgendo i diritti umani in tutte le regioni del mondo; essi portano all'erosione delle libertà civili e dei criteri stessi della giustizia, con conseguente stigmatizzazione d'individui e di gruppi - in articolare giovani, donne e minoranze etniche - e l'imposizione di punizioni abusive e disumane".
Anche se illegale a livello federale circa la metà degli Stati federati degli Stati Uniti d'America hanno legalizzato la marijuana per uso medico e molti di questi Stati possiedono leggi specifiche in tal senso o stanno prendendo in considerazione la legislazione in materia, proteggendo in modo particolare i pazienti (vedi uso medico della cannabis) da discriminazioni insettori quali l'istruzione pubblica, l'occupazione, l'alloggio, la custoria dei figli e il trapianto di organi.

### "Gli altri, i diversi"
Quello di rendere una persona "differente" è il processo attraverso quale un individuo o un gruppo viene posto al di fuori della "norma", ossia ai margini della società costituita; è un sistema di discriminazione per cui le caratteristiche di un gruppo sono utilizzate per distinguerle come separate dalla norma.
L'"Othering" svolge un ruolo fondamentale nella storia e nella continuità del razzismo e di altre forme discriminatorie, ad esempio oggettivando una particolare cultura come qualcosa di diverso, esotico o sottosviluppato e generalizzando sul fatto ch'essa non è la stessa della società "normale". L'atteggiamento coloniale dell'Europa verso l'Oriente può essere esemplifica con l'atteggiamento che vuole l'Oriente l'opposto dell'Occidente; femminile ove invece l'Occidente è maschile, debole dove invece l'Occidente è forte e tradizionale e arretrato dove invece l'Occidente è progressista e sviluppato.
Facendo queste generalizzazioni si genera la "diversità negativa" dell'Oriente rispetto all'Europa la quale si definisce contemporaneamente come norma, accentuando ulteriormente il divario percepito. Gran parte del processo di "Othering" (altro da sé) si basa sulla differenza immaginata o sull'aspettativa dei gradi di differenza. La differenza spaziale può bastare a concludere che 'noi' siamo 'qui' e che gli 'altri' sono finiti 'là', rendendo 'qui' normali e 'là' stranieri e anomali.
Le differenze immaginate servono a categorizzare le persone in gruppi e ad assegnare caratteristiche che rispondono alle aspettative e ai desideri dell'immaginario collettivo.

### Penalizzazione nell'ambito dei servizi

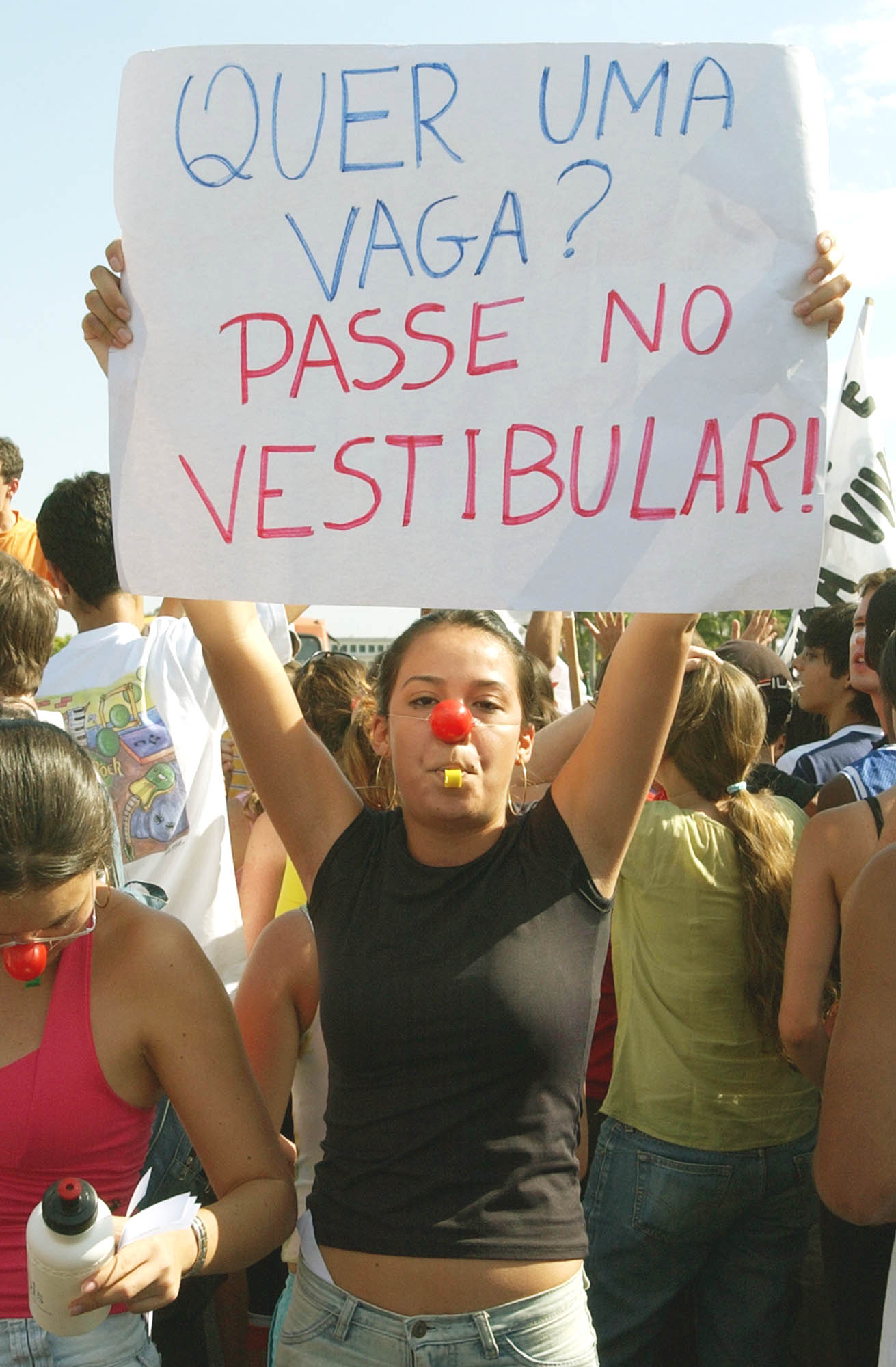
Studenti che protestano contro le quote razziali in ambito educativo presenti in Brasile: "Quer uma vaga? Passe no vestibolare!" ("Vuoi un posto? Passa l'esame d'ingresso!").

Osservandola da un ambito prettamente politico si può anche considerare il "redlining" come una pratica discriminatoria la quale opera una negazione diretta o indiretta a determinate categorie, venendo a coinvolgere tipicamente i creditori che rifiutano di prestare denaro o di estendere il credito ai mutuatari in certe aree cittadine. Sebbene la discriminazione e la discriminazione informale esistessero ampiamente negli Stati Uniti d'America fin dall'epoca del movimento per i diritti civili degli afroamericani, la pratica specifica chiamata "redlining" ha avuto il suo avvio con il "National Housing Act del 1934" che ha istituito l'amministrazione federale delle abitazioni (FHA).
La FHA fornisce un'assicurazione di mutuo sui prestiti fatti da creditori approvati. Nel corso degli anni sessanta il sociologo John McKnight coniò il termine "redlining" per descrivere la pratica discriminatoria di "schermare" determinate aree dove le banche avrebbero negato gli investimenti basandosi sulla demografia comunitaria. Le aree più frequentemente discriminate erano i quartieri interni della città abitati dagli afroamericani.
La "blacklisting" è l'azione di un gruppo o di un'autorità la quale compila una lista nera di persone, paesi o altre entità da evitare o diffidare come non accettabili per coloro che fanno richiesta di acquisto o prestito, aumentando selettivamente i prezzi. Lo studio di giornalismo investigativo condotto da Bill Dedman ha dimostrato che le banche spesso prestano ai bianchi a basso reddito ma non ai neri di medio reddito o superiore. L'attuazione di questa politica federale ha aggravato il decadimento dei quartieri della città abitati dalle minoranze etniche causato da una mancanza accettazione del capitale ipotecario, rendendo in tal modo ancora più difficile per i quartieri di attrarre e trattenere le famiglie in grado di acquistare case.
Inoltre il "Fair Housing Act", che fa parte dei Civil Rights Act (1968), vieta esplicitamente la discriminazione nei quartieri basandosi sulla loro composizione razziale. A seguito della "National Housing Conference" del 1973 un gruppo di organizzazioni comunitarie di Chicago guidato dalla "The Northwest Community Organization" (NCO) ha istituito la "National People's Action" (NPA) per ampliare la lotta contro il disinvestimento e la riduzione dei mutui in certi quartieri in tutto il paese.

### Discriminazione inversa
Alcuni tentativi di antidiscriminazione sono stati criticati come atti di "discriminazione inversa"; in particolare le quote minoritarie (ad esempio di azione positiva) possono discriminare i membri di un gruppo dominante o di maggioranza o di altri gruppi minoritari. In opposizione alle preferenze razziali l'"American Civil Rights Institute's" fondato da Ward Connerly ha dichiarato: "non c'è nulla di positivo, affermativo o uguale nei programmi d'azione affermativa che privilegiano alcuni gruppi basandosi sulla razza".

## Legislazione

### Unione europea
Quando è nata la Comunità economica europea nel 1957, la tutela contro la discriminazione è stata inizialmente limitata all'ambito lavorativo, in quanto lo scopo era favorire il buon funzionamento del mercato interno. La normativa ha visto una significativa espansione, soprattutto a partire dal 2000.
Gli Stati membri dell'Unione europea (ma non l'UE in quanto tale) aderiscono anche alla Convenzione europea per la salvaguardia dei diritti dell'uomo e delle libertà fondamentali del Consiglio d'Europa: anche questa contiene importanti norme contro la discriminazione.
All'interno del Parlamento europeo sono diverse le commissioni che si occupano di discriminazione: la commissione per le libertà civili, la giustizia e gli affari interni si occupa di discriminazioni in generale, quelle legate al sesso sono però competenza della commissione per i diritti della donna e l'uguaglianza di genere, mentre quelle legate al luogo di lavoro o al mercato del lavoro (ma non al sesso) competono alla commissione per l'occupazione e gli affari sociali.

#### Settori
Nell'ambito delle direttive UE il divieto di discriminazione può riguardare tre settori:
- occupazione: accesso al lavoro, condizioni di lavoro (compresi licenziamento e retribuzione), accesso all'orientamento professionale, alla formazione professionale e ai sindacati;
- sistema di previdenza sociale: protezione sociale (comprese sicurezza sociale e assistenza sanitaria), "vantaggi sociali", istruzione;
- beni e servizi: sono inclusi abitazione e accesso alla giustizia.

La direttiva 2000/43/CE sull'uguaglianza razziale si applica a tutti e tre i settori, ma non tutte le direttive esistenti lo fanno. Ad esempio, la direttiva 2000/78/CE si applica solo all'occupazione, mentre la direttiva 2004/113/CE solo ai settori dell'occupazione e dell'accesso ai beni e servizi.

#### Motivi di discriminazione oggetto di protezione
Le direttive europee contro la discriminazione contengono un elenco chiuso di motivi di discriminazione oggetto di protezione:
- sesso;
- orientamento sessuale;
- età;
- religione o "convinzione personale";
- "razza", gruppo etnico, colore della pelle, appartenenza ad una minoranza nazionale.

#### Storia
Nel 1957 il Trattato che istituisce la Comunità economica europea (TCEE) ha vietato "ogni discriminazione effettuata in base alla nazionalità" (art. 7), in particolare prevedendo la "libera circolazione dei lavoratori" (art. 48) e stabilito il "principio della parità delle retribuzioni fra i lavoratori di sesso maschile e quelli di sesso femminile per uno stesso lavoro" (art. 119).
Nel 1976 la Corte di giustizia dell'Unione europea nella sentenza Defrenne contro Sabena ha affermato che il principio di parità delle retribuzioni può essere applicato direttamente, e cioè può essere invocato anche nei paesi membri che non hanno adeguato la propria legislazione al diritto comunitario. Nel caso specifico si contestava il fatto di ricevere un salario inferiore a quello dei colleghi uomini, nonostante le mansioni fossero le stesse.
Negli anni '90 cominciarono ad esserci pressioni perché la normativa anti-discriminazione andasse oltre le discriminazioni basate sul sesso nel contesto dell'occupazione e della sicurezza sociale.
Nel 1992 il trattato di Maastricht ha creato l'Unione europea, un significativo passo in avanti nell'integrazione politica del continente. Nel 1997 il trattato di Amsterdam ha attribuito all'UE nuovi poteri in materia di lotta alla discriminazione. In particolare l'art. 19 del TFUE (ex art. 13 del TCE) stabilisce al paragrafo 1:
( Versione consolidata del trattato sul funzionamento dell'Unione europea., Articolo 19 (ex articolo 13 del TCE))
Nel 2000 quindi è stata approvata la direttiva 2000/43/CE sull'uguaglianza razziale, che attua il principio della parità di trattamento fra le persone indipendentemente dalla "razza" e dall'origine etnica, anche nell'accesso a beni, servizi e protezione sociale. Lo stesso anno è stata approvata anche la direttiva 2000/78/CE sulla parità di trattamento in materia di occupazione e di condizioni di lavoro, che intende lottare contro le discriminazioni fondate sulla religione o le convinzioni personali, gli handicap, l'età o le tendenze sessuali.
Nel 2000, in occasione dell'approvazione del Trattato di Nizza, è stata anche proclamata (senza valore vincolante) la Carta dei diritti fondamentali dell'Unione europea la quale afferma che:
2. Nell'ambito d'applicazione del trattato che istituisce la Comunità europea e del trattato sull'Unione europea è vietata qualsiasi discriminazione fondata sulla cittadinanza, fatte salve le disposizioni particolari contenute nei trattati stessi.»
( Carta dei diritti fondamentali dell'Unione europea (PDF)., art. 21.)
Nel 2004 è stata approvata la direttiva 2004/113/CE sul principio della parità di trattamento tra uomini e donne per quanto riguarda l'accesso a beni e servizi e la loro fornitura, ma non nel campo della protezione sociale.
Nel 2007, per un'iniziativa promossa dal Consiglio europeo e dal Parlamento europeo, è stato proclamato l'anno europeo delle pari opportunità per tutti, il cui obiettivo è rendere tutti i cittadini più consapevoli del proprio diritto di godere di uguali trattamenti e vivere una vita libera da qualsiasi discriminazione.
Nel 2008 la decisione quadro 2008/913/GAI sulla lotta contro talune forme ed espressioni di razzismo e xenofobia mediante il diritto penale obbliga gli stati membri a prevedere sanzioni penali nel caso di istigazione pubblica alla violenza o all'odio sulla base di razza, colore della pelle, religione, ascendenza, origine nazionale o etnica.
La Commissione europea nel 2008 ha proposto una "direttiva orizzontale", con lo scopo di garantire una tutela più omogenea. All'interno della procedura di consultazione la proposta ha ricevuto nel 2009 il parere favorevole del Parlamento europeo, ma è stata bloccata dal Consiglio dell'Unione europea, a causa dell'opposizione di sette paesi membri, fra cui la Germania.
Nel 2009 con il Trattato di Lisbona la Carta dei diritti fondamentali dell'Unione europea assume valore vincolante. Gli stati membri però sono tenuti a rispettarla solo quando applicano il diritto dell'Unione.